# División de Hazara
La división de Hazara (en urdu : ہزارہ ڈویژن) es una subdivisión administrativa del norte de la provincia de Jaiber Pastunjuá en Pakistán. Cuenta con 5,3 millones de habitantes en 2017, y su capital es Abbottabad.
Como todas las divisiones pakistaníes, fue derogada en 2000 y luego restablecida en 2008.
La división reagrupa los distritos siguientes:
- Abbottabad
- Battagram
- Haripur
- Mansehra
- Kohistan
- Torghar